# مسلسل ام۶۰

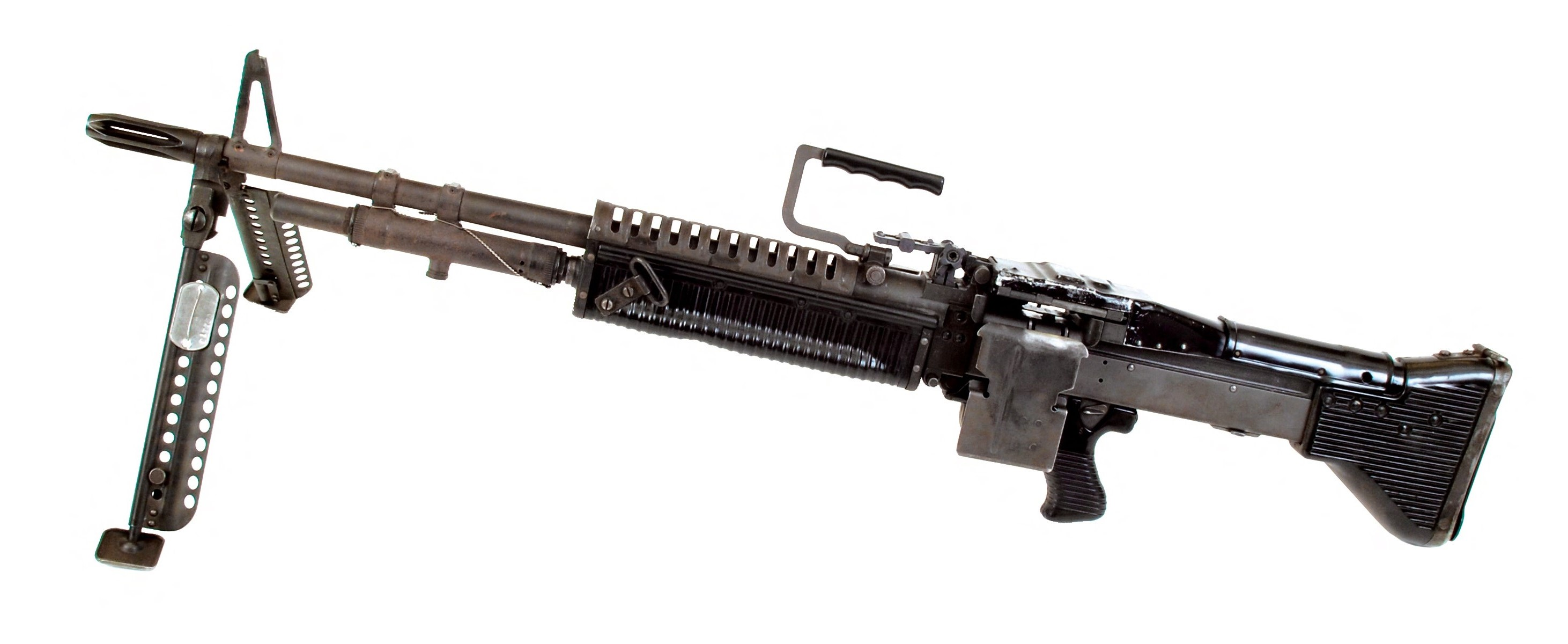
مسلسل ام 60

مسلسل ام۶۰ (به انگلیسی: M60 machine gun) یک مسلسل چندمنظوره ساخت ایالات متحده آمریکا است. این اسلحه در سال ۱۹۵۷ با الگو گیری از MG42 آلمان نازی طراحی و ساخته شد و در طول جنگ سرد تیربار سبک کشور های ناتو به حساب می آمد که تا کنون در حال استفاده است.این مسلسل از فشنگ کالیبر ۵۱×۷٫۶۲ میلی‌متر ناتو استفاده میکند

## به‌کاربرندگان
- الجزایر
- استرالیا:[۴] جایگزین‌شده با اف‌ان مینیمی و اف‌ان-ام‌آژ
- بولیوی[۵]
- بوسنی و هرزگوین[۵]
- کامبوج[۶]
- شیلی[۵]
- کلمبیا[۵]
- کاستاریکا[۵]
- جمهوری چک: تعداد اندکی مورد استفاده نیروهای ویژه ارتش چک.[۷]
- جمهوری دموکراتیک کنگو[۵]
- دانمارک: از ۲۰۱۵[۸]
- جمهوری دومینیکن[۵]
- السالوادور[۹]
- مصر
- فیجی[۵]
- غنا[۱۰]
- یونان[۵]
- هائیتی[۵]
- هندوراس[۵]
- ایتالیا[۱۱]
- اندونزی[۵]
- اردن[۵]
- لبنان[۱۲]
- لیبریا[۵]
- لیتوانی: از ۲۰۰۲.[۱۳]
- لوکزامبورگ:[۱۴]از ۱۹۵۷ تا ۱۹۷۲، سپس با اف‌ان-ام‌آژ جایگزین گردید.
- مالزی
- مراکش[۵]
- نیکاراگوئه[۵]
- پاناما[۵]
- پرو[۵]
- فیلیپین[۵]
- پرتغال: ارتش پرتغال.[۱۵]
- کره جنوبی:[۴] مجوز تولید از ۱۹۷۴.[۱۶]
- سنت وینسنت و گرنادین‌ها[۵]
- سنگال
- سودان[۵]
- تایوان: ن\تولید داخلی.[۴][۱۷]
- تایلند[۵]
- ترینیداد و توباگو[۵]
- تونس[۵]
- ترکیه[۱۸]
- اوگاندا[۵]
- بریتانیا: مورد استفاده در نیروی هوایی سلطنتی بریتانیا.[۱۹]
- ایالات متحده آمریکا: یگان ویژه نیروی دریایی ایالات متحده آمریکا و نیروی زمینی ایالات متحده آمریکا.[۲۰]
- ونزوئلا[۵]